# Frank Hougaard
Frank Hougaard 29. december 1963 er en tidligere dansk fodboldspiller, og nuværende cheftræner i den lille klub, Toksværd Olstrup Fodbold (forkortet TOF) som ligger lidt uden for Næstved. Klubben spiller til dagligt i Serie 3.
Hougaard spillede næsten hele sin karriere for Næstved Boldklub, for hvem han i perioden 1986-2005 opnåede 511 førsteholdskampe (hvilket er klubrekord). Frem til 1996 spillede Næstved i Danmarks højeste liga 1. division, som fra 1992 blev Superligaen. Han startede karrieren i den lille Næstvedklub Herlufsholm Gymnastikforening og kom først til Næstved IF som 22-årig. Han debuterede i en udekamp mod AGF og var 41 år, da han spillede sin sidste kamp 4. juni 2005. Opholdet hos Næstved var kun afbrudt af en periode som spillende assistent træner i Skælskør BI (hvor Erik Rasmussen var cheftræner), samt en kort periode i barndomsklubben HG.
Hougaard var med til at vinde DM-Bronze 1986 og DM-sølv 1988. Derudover blev det til et nederlag efter straffesparkskonkurrence mod Brøndby IF i landspokalfinalen 1994.
Hougaard scorede superliga-mål nummer 1.000 den 23. maj 1993.